# Glauco Villas Boas
Glauco Villas Boas (10 de marzo de 1957 – 12 de marzo de 2010) fue un ilustrador, dibujante y líder religioso brasileño. Perteneció a la familia de los hermanos Villas-Bôas

## Primeros años y trayectoria
En 1976, Glauco se mudó a Ribeirão Preto y público sus primeras obras en el periódico Diário da Manhã después de haber sido descubierto por el periodista José Hamilton Ribeiro. Un año más tarde, fue galardonado en el Salón Internacional del Humor de Piracicaba por un jurado compuesto por Jaguar, Millor Fernandes, Henfil y Angeli, así como en la 2a Bienal de Humorismo Gráfico de Cuba.
En 1984, invitado por Angeli, empezó a publicar en la sección de Ilustrada del periódico Folha de S. Paulo, donde por primera vez aparecieron varios de sus personajes, inclusive Geraldão (creado en 1981 después de haber leído Las enseñanzas de Don Juan: una forma yaqui de conocimiento escrito por Carlos Castaneda). Además de otros personajes como Casal Neuras, Doy Jorge, Dona Marta y Zé do Apocalipse. Para públicos más jóvenes, el suplemento semanal Folhinha creó el personaje Geraldinho, el cual es una versión suavizada (en tono y diseño) del personaje Geraldão. 
Geraldinho tuvo un videojuego, lanzado por Tec Toy exclusivamente para la consola Master System en el mercado brasileño, como adaptación del juego Japonés Teddy Boy Blues.
Se unió al elenco de escritores de TV Pirata y además hizo algunas escenas para el programa infantil TV Colosso, ambos de Rede Globo, para quien también creó viñetas. Editó la revista Geraldão de la editorial Circo durante 1987 y 1989, y durante esos años colaboró en las revistas  Chiclete com Banana y Circus.
Como músico, Glauco tocó en bandas de rock. Fundó y dirigió la iglesia Santo Daime en São Paulo llamada Céu de Maria (Cielo de María), y compuso numerosos himnos del Santo Daime, los cuales los recolectaban principalmente en un himnario llamado el Chaveirinho.

## Estilo
Glauco, con un humor ácido, chistes breves y trazos limpios, fue parte de la modernización del dibujo humorístico brasileño, coincidiendo con el surgimiento de una generación posdictadura. Sus temas giraban en torno a la vida diaria y su deterioro, abordando asuntos como los problemas conyugales, la neurosis, la soledad, las drogas y la violencia urbana.
Por lo general, el nombre de Glauco se relacionaba con el de sus colegas Angeli Filho y Laerte. 

## Muerte
Glauco fue asesinado en Osasco a horas tempranas del 12 de marzo de 2010. Su abogado le comunicó a la prensa que el crimen había ocurrido durante un intento de robo, seguido posteriormente por un intento de secuestro. Glauco negoció con los bandidos, quienes lo condujeron hacia fuera, dejando en la viviendo a su esposa y sus dos hijos. Al abandonar la casa, Raoni —otro de los hijos de Glauco— llegó a la escena y trató de disuadir a los agresores, quienes dispararon y mataron al padre e hijo.
Más tarde, esta versión fue desmentida. En los hechos contados por la familia de Glauco, un estudiante universitario llamado Carlos Eduardo Sundfeld Nunes trató de convencer a Glauco para que saliera de su casa y le dijera a su madre que él era Jesucristo. De acuerdo con el delegado de la Sección Policial de Osasco, Carlos Eduardo Nunes había sido acusado por posesión de drogas.
"El asesino llegó, buscó a la familia, discutió con Glauco, sacó un arma y comenzó a disparar. En ese momento, el hijo del dibujante llegó. Continuó disparando y escapó", dijo el sheriff, quién describió al asesino como "conflictivo". La reacción del hijo fue proteger a su padre.
Glauco y Raoni fueron sepultados en el cementerio de Getsemaní, en Anhanguera, al norte de São Paulo. 
El 4 de abril de 2016, Carlos Eduardo fue asesinado en una prisión de Goiás mientras cumplía una condena por otros dos homicidios sin relación alguna, cometidos en 2014: uno contra un funcionario de prisión y otro contra un estudiante universitario. Adriano Silva Guimarães, el hombre sospechoso por el asesinato de Carlos Eduardo, fue abatido en un tiroteo contra la policía el 3 de enero de 2024.